# Маметова, Маншук Жиенгалиевна
Маншу́к (Мансия́) Жиенгали́евна Маме́това  (каз. Мәншүк Жиенғалиқызы Мәметова; 23 октября 1922, аул Жиеккум, Киргизская АССР — 15 октября 1943, под Невелем) — пулемётчица 100-й отдельной стрелковой бригады 3-й ударной армии Калининского фронта, старший сержант, первая казахская женщина, которой было присвоено звание Герой Советского Союза.

## Биография
Родилась 23 октября 1922 года в ауле Жиеккум Урдинского уезда Букеевской губернии (ныне в Западно-Казахстанской области). Казашка, из рода шеркеш.
При рождении получила имя Мансия. В раннем детстве была удочерена бездетной супружеской парой Маметовых — Аминой и Ахметом, врачей-инфекционистов, гостивших в ходе командировки в доме своих родственников (в казахских семьях по традиции могли передать старшего ребёнка на воспитание старшим родственникам, а приёмные родители Мансии не могли родить ребёнка). Родные родители — отец Жиенгали и мама Тойылша посчитали, что в высокообразованной семье Маметовых их дочери смогут дать достойное образование и лучшее будущее. Приёмная мама Мансии называла свою маленькую дочь ласкательно Моншақ, Моншагым — моя жемчужинка, бусинка. По одной из версий, девочка не могла выговорить слово «Моншақ» и у неё получалось лишь «Манчук», это имя впоследствии закрепилось в документах. Для врачей-инфекционистов в те годы работы хватало, семья часто переезжала — на работу в Саратовской области, на Мангышлаке, позднее Ахмета Маметова назначили руководителем областного здравоохранения в Уральске (в уральском доме Маметовых ныне музей Маншук). В середине 1930-х родители переехали в Алма-Ату, где Маншук окончила рабфак, два курса медицинского института. Работала в аппарате Совнаркома Казахской ССР, секретарём заместителя Председателя Совнаркома. В 1938 году Ахмет Маметов был арестован, как бывший деятель западного крыла Алашорды. Вскоре, после ареста, он был расстрелян, но долгое время родные не знали о его судьбе. Приёмная мама Амина советовала дочери указывать в анкетах лишь своих первых родителей: «Говори всем, что твои родные — отец Жиенгали и мама Тойылша — и что они умерли в Урде!» Но Маншук верила в невиновность отца и не поменяла фамилию, не боялась бороться за честное имя своего отца и написала три письма Сталину, в которых пыталась доказать, что отец был оклеветан. В это же время её родной отец в Урде был обвинён в хищении зерна и также вскоре погиб в заключении.
В Красной Армии с сентября 1942 года, писарь штаба 100-й Казахской отдельной стрелковой бригады (8 декабря 1943 года преобразована в 1-ю стрелковую дивизию. Впоследствии дивизия была награждена орденом Красного Знамени, ей было присвоено почётное наименование «Брестская»), затем медсестра. На фронте окончила курсы пулемётчиков и была назначена первым номером пулемётного расчёта в строевую часть.
15 октября 1943 года в тяжёлых боях за освобождение города Невеля (Невельская наступательная операция) при обороне господствующей высоты, оставшись одна из пулемётного расчёта, будучи тяжело ранена осколком в голову, уничтожила 70 солдат противника и погибла.
Похоронена в Невеле.
Звание Героя Советского Союза гвардии старшему сержанту Маметовой Маншук Жиенгалиевне присвоено указом Президиума Верховного Совета СССР от 1 марта 1944 года посмертно.
Она стала первой девушкой из Казахской ССР, удостоенной этой высокой награды.

## Память
- танковая колонна «Имени Героя Советского Союза Маншук Маметовой» (26 средних танков Т-34, переданная 53-й гвардейской танковой бригаде РККА)
- М. Маметовой посвящена поэма М. Хакимжановой «Маншук»[6].
- В 1969 году режиссёром М. С. Бегалиным по сценарию А. С. Кончаловского был снят фильм «Песнь о Маншук». В роли Маншук снялась Н. У. Аринбасарова.
- В городе Шымкент в честь Маншук Маметовой названа школа № 35 и улица, в городе Тараз школа № 27, средняя школа в с. Шымыр, Ескельдинского района Алматинской области, а в Алма-Ате — технический лицей № 28, школа в селе Сайхин Бокейординского района Западно-Казахстанской области.
- В Алмате, Уральске, Сайхине именем Маншук Маметовой названа одна из центральных улиц, а в Центральном сквере установлен парный бронзовый памятник казахским девушкам — героиням войны — Маншук Маметовой и Алие Молдагуловой.
- В основном гребне Мало-Алматинского отрога южнее Алма-Аты находится вершина имени Маншук Маметовой.
- В Невеле с 1978 года установлен памятник М. Маметовой и её именем названа улица. 1 мая 2010 года памятник был обновлён[9] .
- В Уральске (Казахстан) в 1988 году был установлен памятник М. Маметовой на площади, названной её именем. Пятиметровый и восьмитонный памятник простоял более тридцати лет, в 2017 году его заменили на новый, посвящённый трём героям Великой Отечественной войны — Маншук Маметовой, Алие Молдагуловой и Хиуаз Доспановой под названием «Славные дочери казахского народа»[10].
- В Уральске (Казахстан) находится дом музей М. Маметовой по улице Сарайшық, дом 51 (Государственное учреждение «Мемориальный музей имени М. Маметовой»)[11]. На основе музея в Уральске в 2010 году был открыт музей Маншук в Актобе[12].
- Единственная швейная фабрика в Астане носит имя Маншук Маметовой.
- В 2022 году был снят 6 серийный телесериал «Маншук», показанный в декабре того же года на телеканале «Хабар» роль исполнила актриса Зухра Сайпи.
- 18 марта 2022 года Правительство Казахстана приняло постановление о присвоении международному аэропорту в Уральске имени Маншук Маметовой[13].
- В 2022 году Банк Казахстана выпустил памятную монету 100 тенге.

- Памятник Маметовой в Уральске, Казахстан
- Памятник в Алма-Ате Алие Молдагуловой и Маншук Маметовой — Героям Советского Союза
- Почтовая марка Казахстана, 1995
- Почтовая марка Казахстана, 2015

### Комментарии
1. ↑  Постановления Государственного Комитета Обороны (ГКО), определявшие призыв женщин на военную службу (В 1942 году их было три) не предусматривали использование женщин в боевых частях и подразделениях, за исключением ВВС[5]

### Сноски
1. 1 2  Герой Советского Союза Маметова Маншук Жиенгалеевна :: Герои страны. Дата обращения: 26 августа 2015. Архивировано 25 июля 2002 года.
2. ↑  Қазақтың қаһарман қызы Мәншүк Мәметова. От кешкен тағдыры. Дата обращения: 30 января 2020. Архивировано 30 января 2020 года.
3. ↑  Архивированная копия. Дата обращения: 30 января 2020. Архивировано 30 января 2020 года.
4. ↑  Смирнова Н. Бусинка в ожерелье Победы // Информбиржа : газета. — 2019. — № 51 (1328).
5. ↑  О мобилизации женщин на разных этапах Великой Отечественной войны. Дата обращения: 8 апреля 2021. Архивировано 5 марта 2021 года.
6. 1 2 3 4  Красная звезда, 2020.
7. ↑  “Kazakhstan History” portal (англ.). e-history.kz. Дата обращения: 24 января 2018. Архивировано из оригинала 25 января 2018 года.
8. ↑  Наградные документы в электронном банке документов «Подвиг народа» (архивные материалы ЦАМО. Ф. 33. Оп. 686043. Д. 21. Л. 1—11)..
9. ↑  В Невеле открыли обновлённый памятник защитнице города Маншук Маметовой Архивная копия от 7 мая 2010 на Wayback Machine.
10. ↑  В Уральске открыли памятник трем героям ВОВ. Мой город (26 июня 2017). Дата обращения: 26 июля 2017. Архивировано 27 марта 2019 года.
11. ↑  Кайнеденова А. Украденными из музея экспонатами Маншук Маметова никогда не пользовалась Архивная копия от 20 февраля 2016 на Wayback Machine // Мой Город, Май 22, 2014.
12. ↑  Сариева Б. Музей Маншук Архивная копия от 25 июня 2016 на Wayback Machine // Актюбинский вестник, 13 мая 2010.
13. ↑  Уральска получил имя Маншук Маметовой Курсив — деловые новости Казахстана